# Pseudozizeeria maha
Espèce

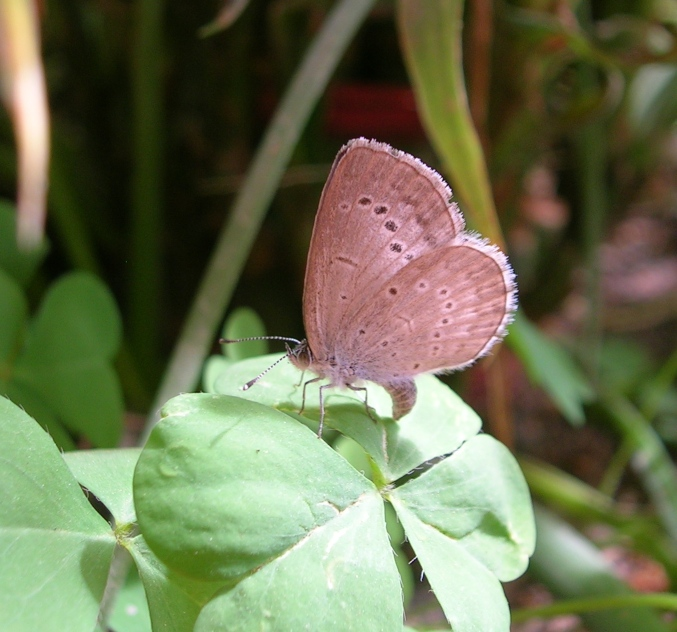
Laying eggs on Oxalis sp., south India.

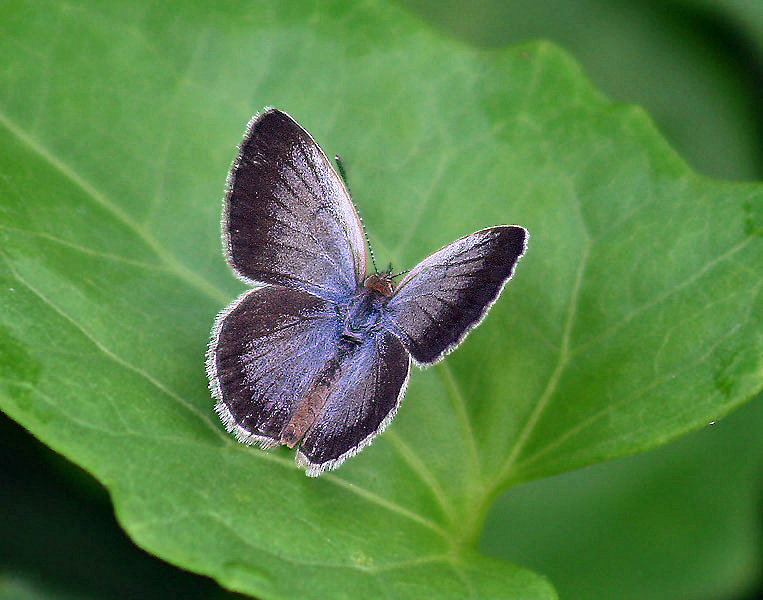
Pseudozizeeria maha photographiée au Kolkata, Bengale-Occidental, Inde.

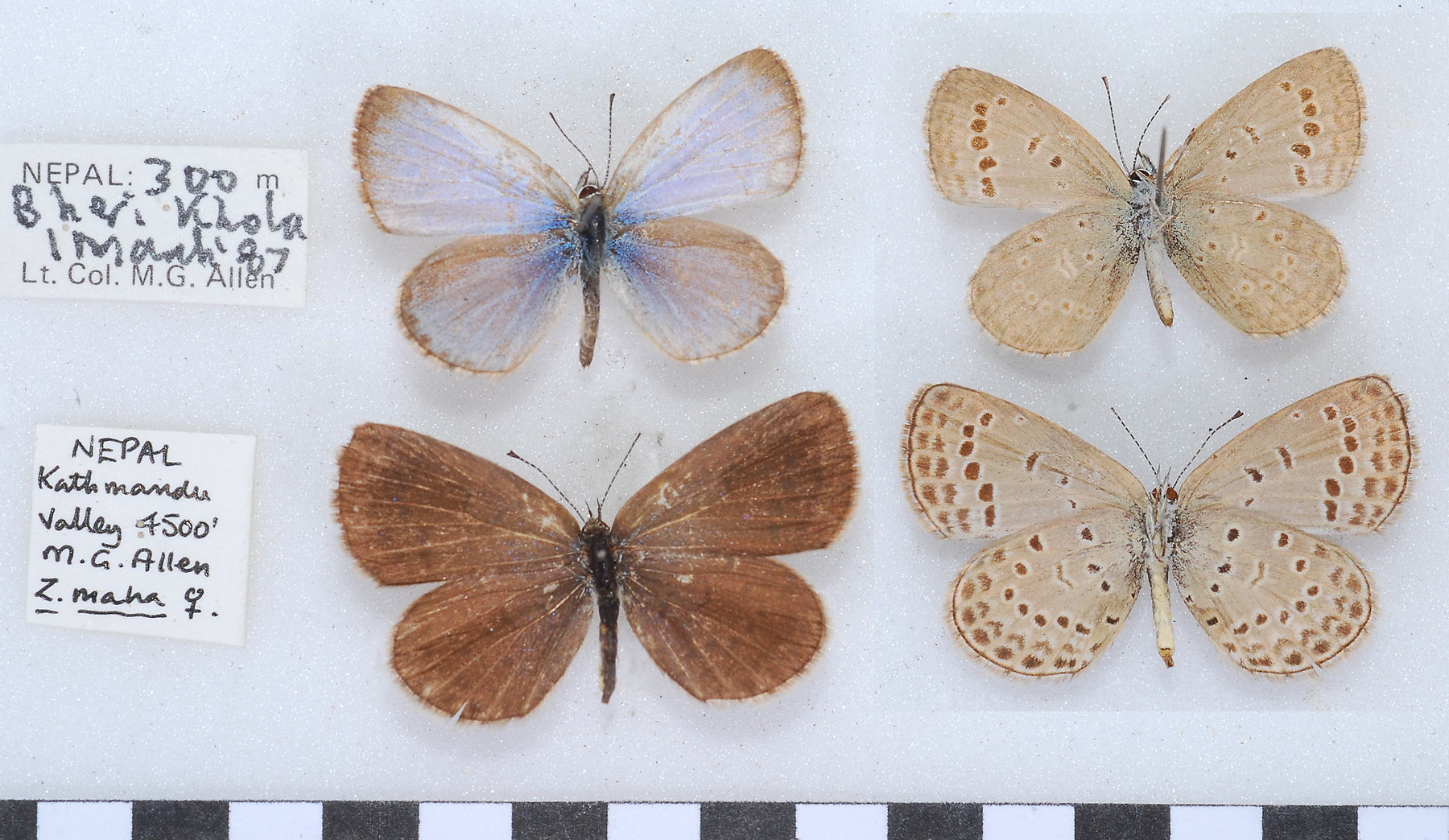
Pseudozizeeria maha.

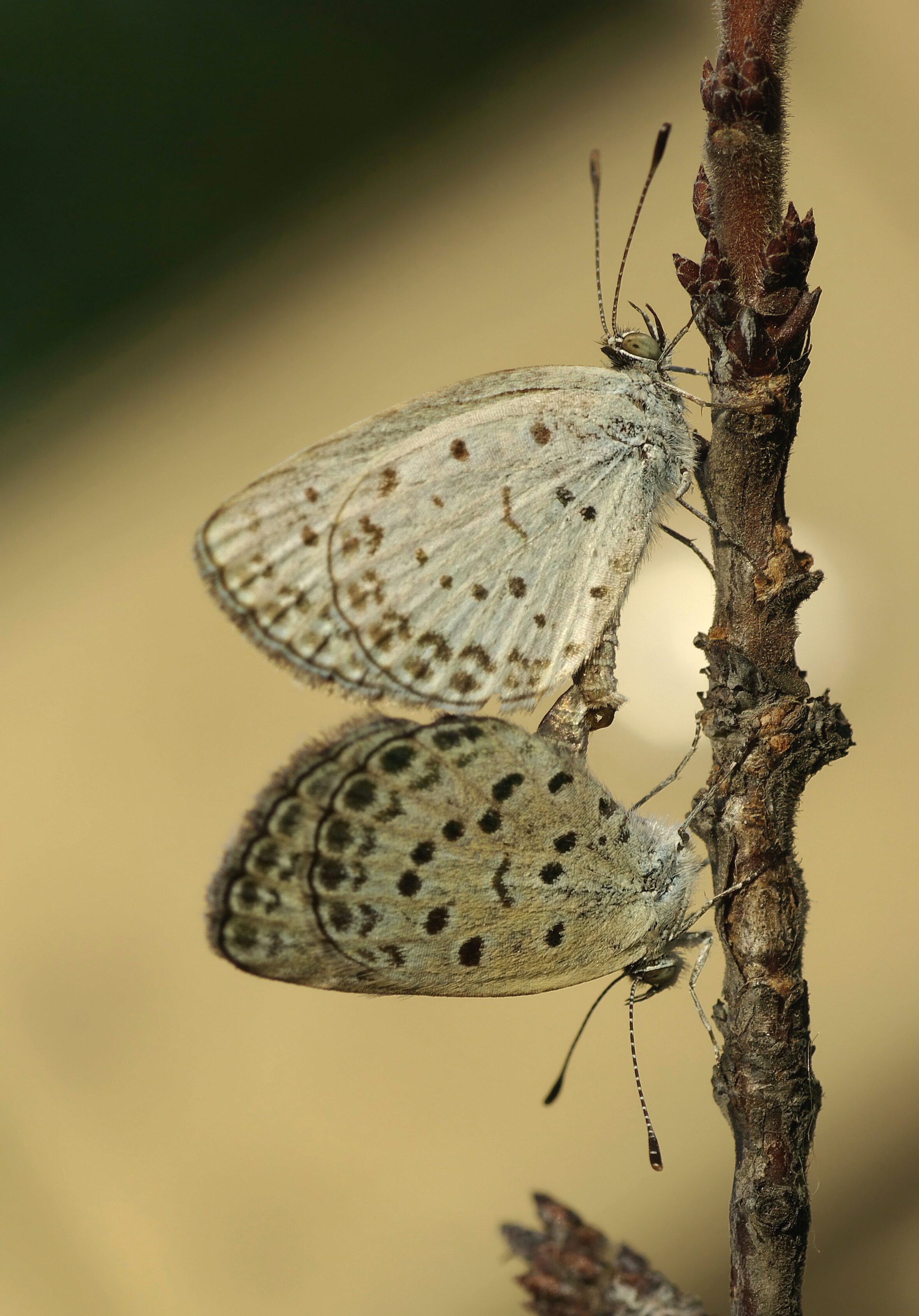
Accouplement observé à Osaka, Japon.

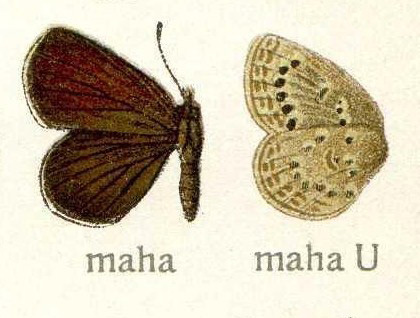
Vue de dessus à gauche et de dessous à droite (d'après Seitz).

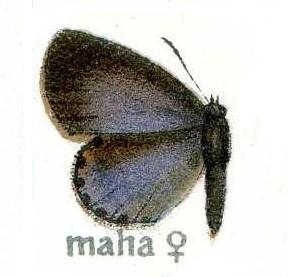
Femelle, vue de dessus Seitz's work.

Pseudozizeeria maha est une espèce de lépidoptères (papillons) de la famille des Lycaenidae. Elle vit en Asie, du niveau de la mer (Chine, Japon...) aux contreforts de l'Himalaya.

## Synonymie
Ce papillon a aussi pu porter les noms suivants dits « synonymes » :
- Lycaena maha Kollar, 1844: 422.
- Polyommatus chandala Moore, 1865: 504, pl. 31, fig. 5
- Lycaena opalina Poujade, 1885: cxliii
- Lycaena marginata Poujade, 1885: cli
- Plebeius albocoeruleus Röber, 1886: 59, pl. 4, fig. 7
- Lycaena argia Ménétriés, 1857: 125, pl. 10, fig. 7
- Lycaena alope Fenton, 1882: 851

## Description
Voir Glossaire entomologique pour le vocabulaire spécialisé
Dimorphisme sexuel : Mâle et femelle ont des antennes, têtes, yeux, thorax et abdomen de forme similairemais leurs couleurs diffèrent.

De plus, dans les régions où une saison des pluies marquée existe, sa couleur change selon que la chenille ait grandit durant la saison sèche ou la saison des pluies. D'autres variations de couleur existent, selon les pays et régions.

## Comportement
On a montré que les mâles (à courte distance) sont attirés par les odeurs (phéromones) des femelles et plutôt repoussés par celle d'autres mâles, et qu'ils repèrent la taille, la couleur et les motifs de la face inférieure des femelles et des autres mâles. Lors de simulation, la taille du modèle s'est montrée « d'une importance primordiale » et un examen spectroscopique des ailes a montré que le modèle de réflectivité de la surface inférieure des ailes était à peu près similaire chez les deux sexes.

Les mâles émettent des hormones qui leur sont propres (par des glandes situées sur la zone de chevauchement des ailes antérieures et postérieures). Ces hormones semblent inhibitrices du comportement sexuel des autres mâles qui les approcheraient en période d'accouplement.

## Plantes hôtes, alimentation
Les œufs sont déposés par la femelle sur les plantes hôtes et après l'éclosion les larves s'en nourrissent directement. Parmi ces plantes, figurent des Oxalidaceae, dont Oxalis corniculata, des Leguminosae et des Acanthaceae

## Espèces modèle et bioindicatrice
Ce petit pollinisateur (dont la plasticité phénotypique est connue) est pour les biologistes une espèce-modèle considérée (comme la plupart des papillons sauvages comme bioindicatrice de la qualité de l'environnement

### Bioindicateur pour la biodiversité
Les papillons sont généralement considérés comme intéressants pour le suivi de la biodiversité, dont cette espèces qui dispose depuis  2012 d'un protocole ad hoc.
C'est une espèce qui semble sensible à la radioactivité (voir plus bas), qui nécessite la présence de certaines plantes hôtes et dont les mâles ne détectent les femelles qu'à courte distance

### Bioindicateur pour l'agrobiodiversité
Cette espèce est tuée par certains insecticides. Cette espèce ne consomme pas de maïs, et n'est pas attirée par l'odeur du maïs, mais une étude japonaise a cherché à vérifier que cette espèce n'est pas victime d'éventuels effets secondaires de la présence de maïs transgénique Bt dans son environnement, en particulier par le biais de grains de pollen Bt qui pourraient s'être déposés sur les feuilles des Oxalis hôtes et susceptibles d'être mangées par les chenilles au sortir de l'œuf. Aucun effet significatif n'a été constaté dans cette étude

### Susceptibilité à la radioactivité artificielle
Selon une étude parue dans Scientific Reports édité par le magazine Nature, des papillons Zizeeria maha ou Pseudozizeeria maha de la famille des lycénidés nés aux environs de la centrale de Fukushima Daiichi dans les mois ayant suivi la catastrophe, ainsi que leurs descendants élevés en laboratoire présentent des anomalies génétiques et de conformation (taille des ailes réduites et malformation des yeux chez 12 % des individus exposés à la radioactivité à l'état de chenille deux mois après l'explosion. La mutation n'est pas récessive, puisque touchant 18 % de la génération suivante selon Joji Otaki, et 34 % de la troisième génération alors même que les chercheurs avait accouplé les papillons mutants avec des partenaires a priori sains et non-exposés venant d'autres régions. 
De plus, la durée d'exposition semble aggraver le phénomène puisque 52 % des descendants papillons provenant d'un lot capturé sur le même site six mois après le désastre présentaient cette anomalie dont la radioactivité semble bien être la cause (car une exposition en laboratoire à de faibles doses de radioactivité chez des papillons sains a provoqué la même proportion d'anomalies que celle constatée dans la 1re génération de papillons nés et dont les chenilles se sont alimentées près de cette centrale.
La bioindication concernant les faibles doses n'en est cependant qu'à ses débuts et reste d'interprétation complexe, et mi-2012, le Japon n'a pas fait état d'autres phénomènes de ce type précisent les auteurs de l'étude.

## Galerie d'images

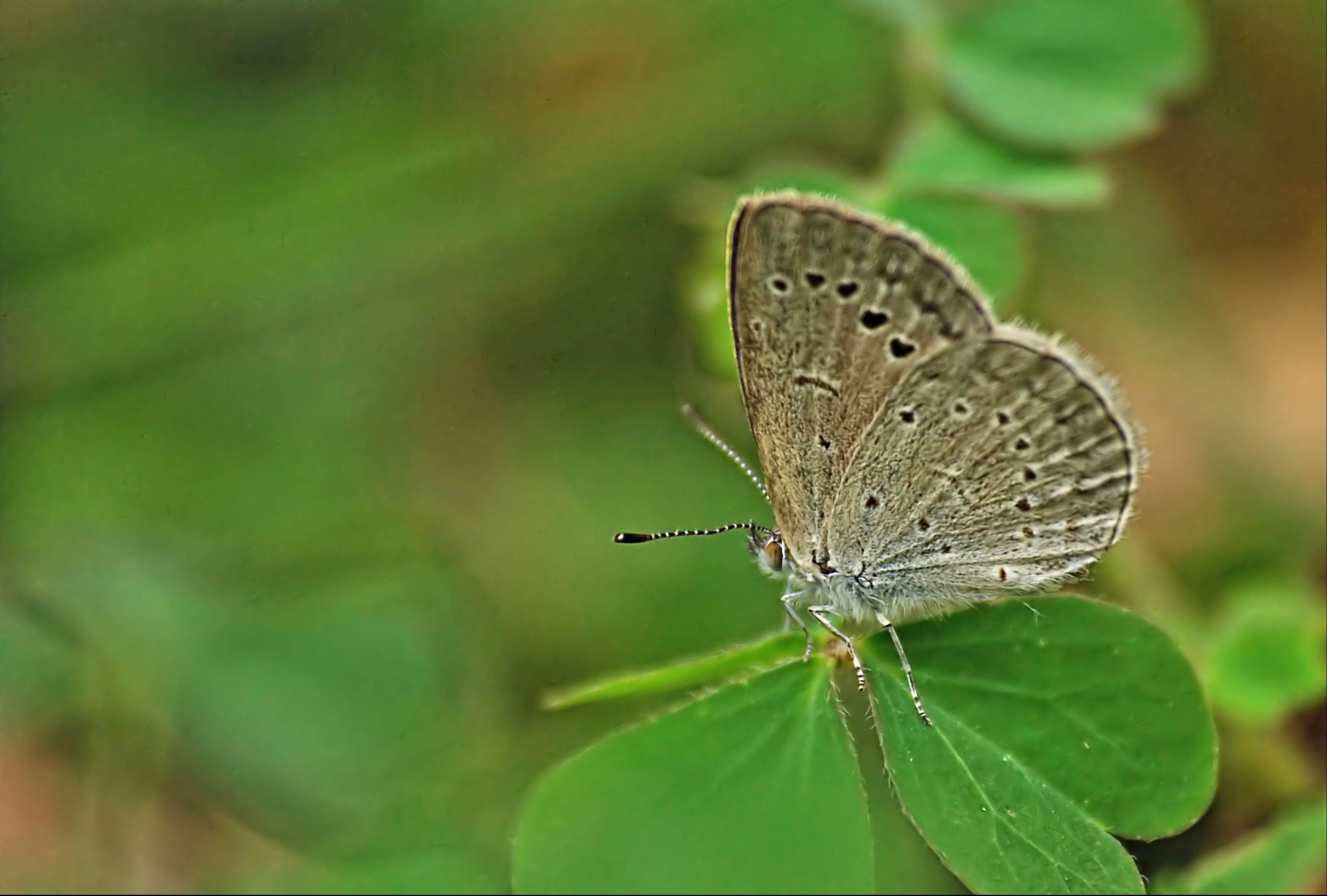
A Bangalore
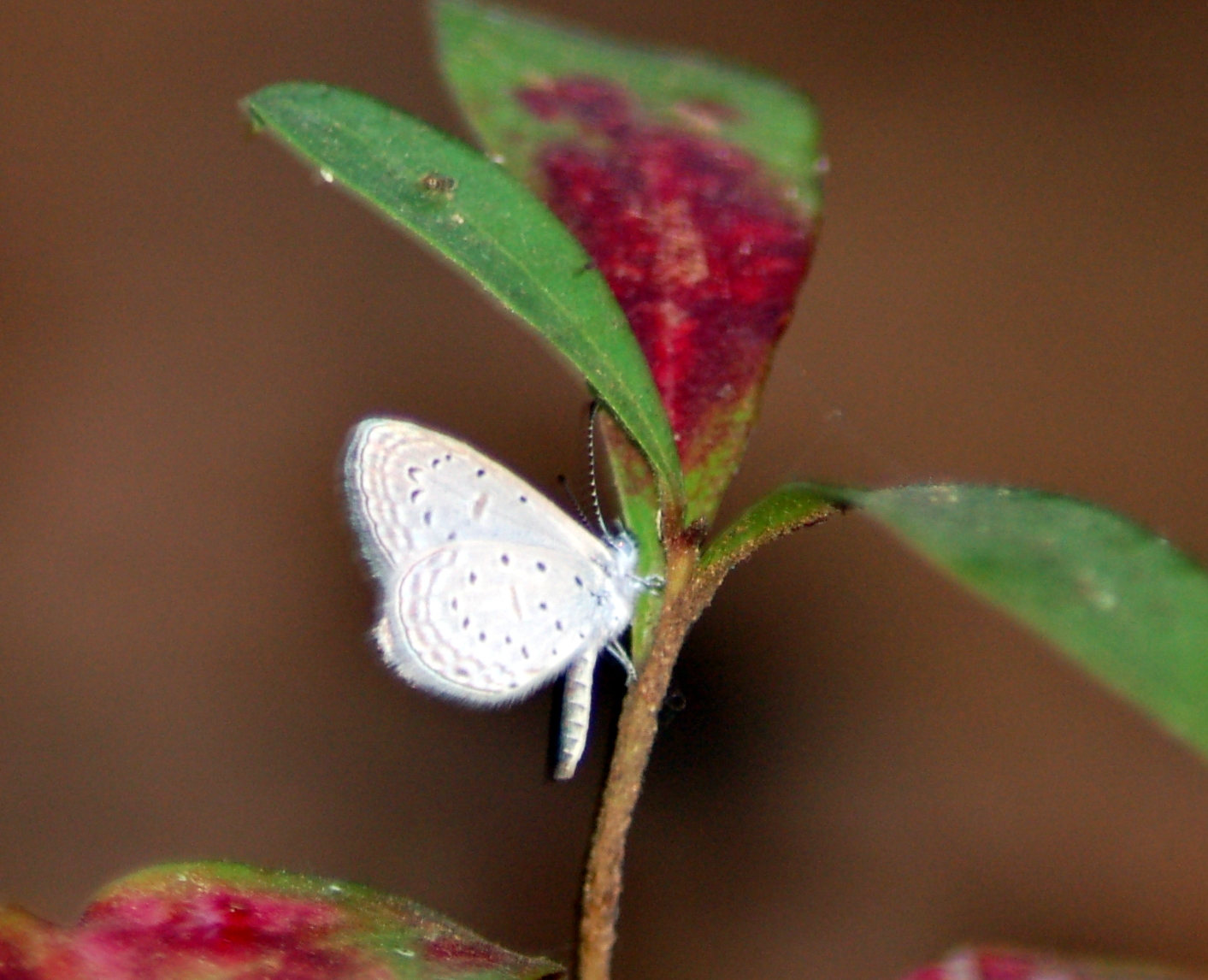
A Maharashtra
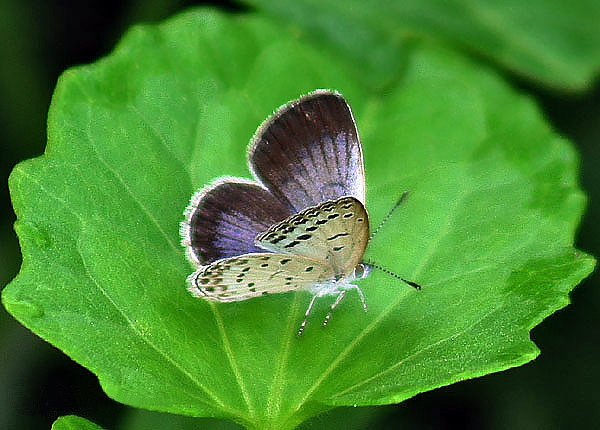
A Kolkata, West Bengal, Inde.
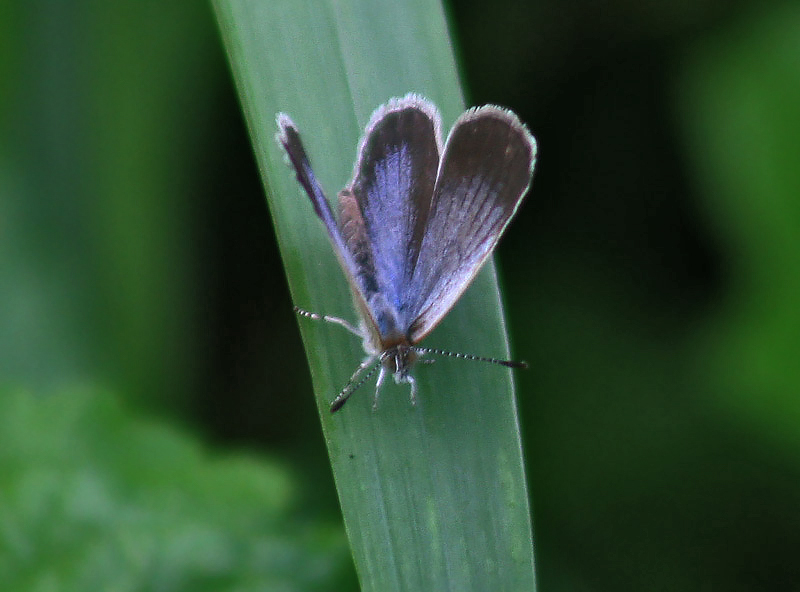
A Kolkata, West Bengal, Inde.
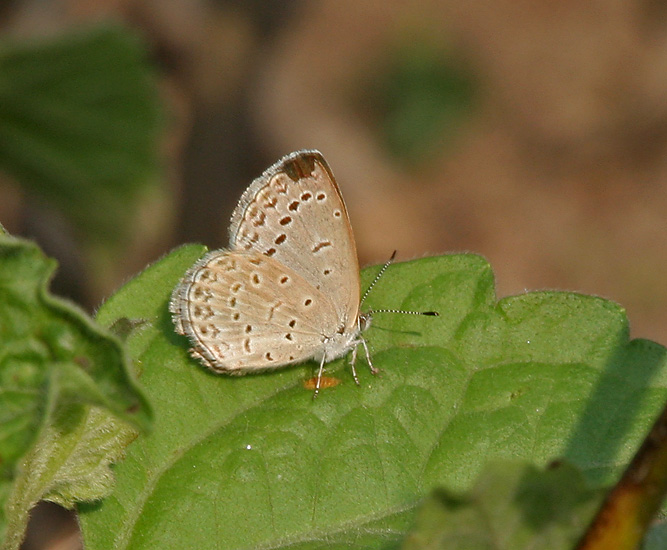
Forme (« saison humide ») à Jayanti dans la réserve naturelle Buxa Tiger Reserve du district de Jalpaiguri (West Bengal).
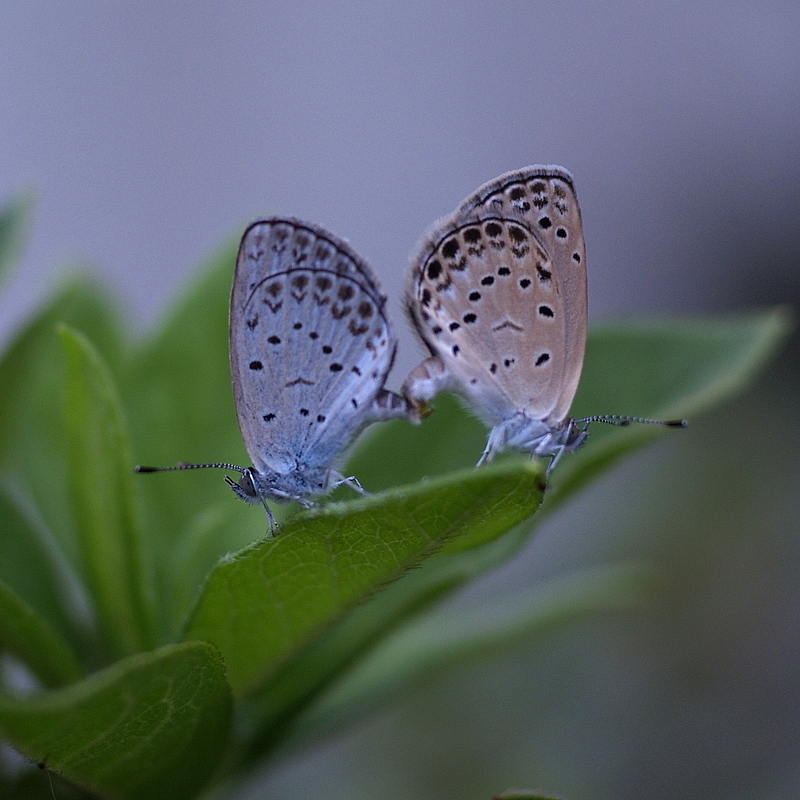
Accouplement.
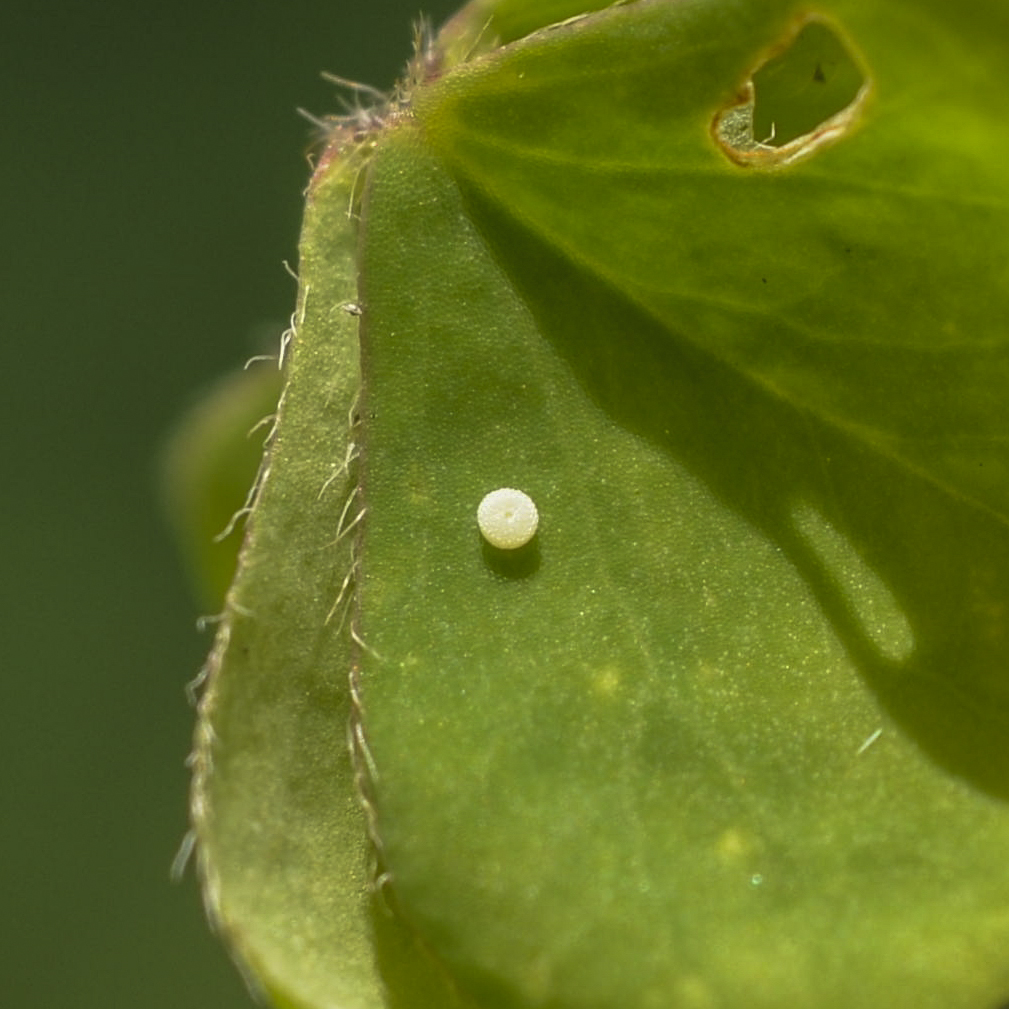
Œuf.
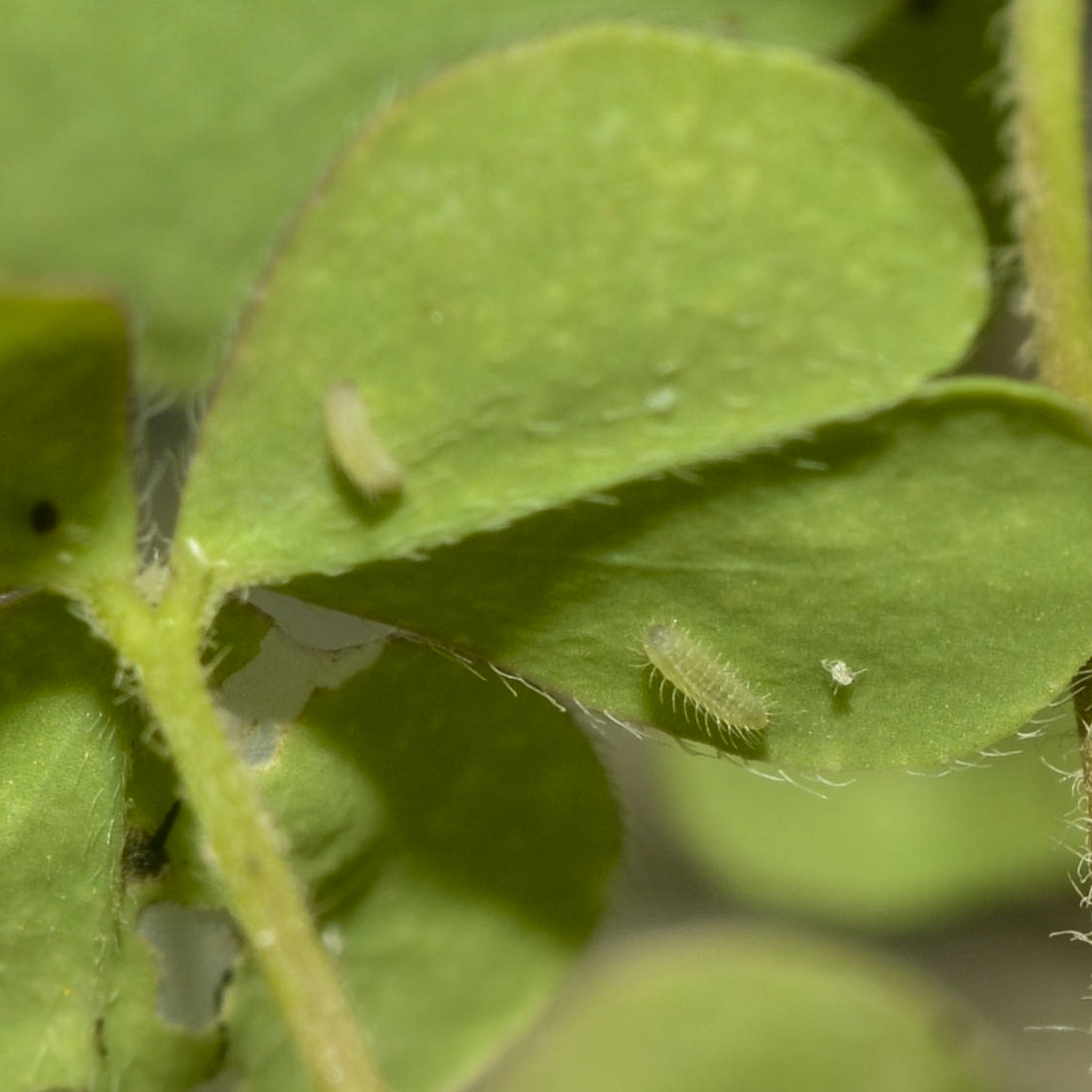
Chenille (1er stade).
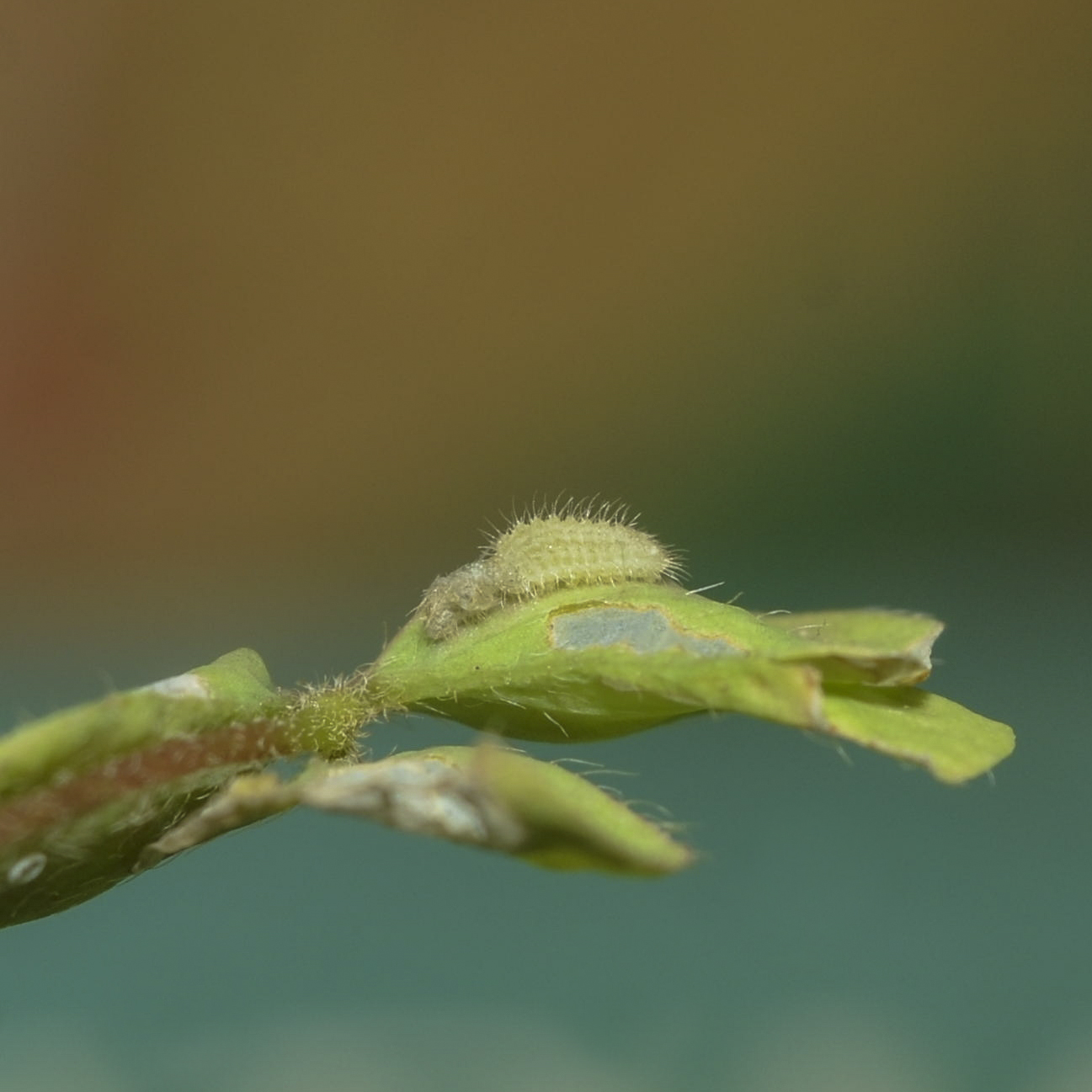
Chenille (2e stade).
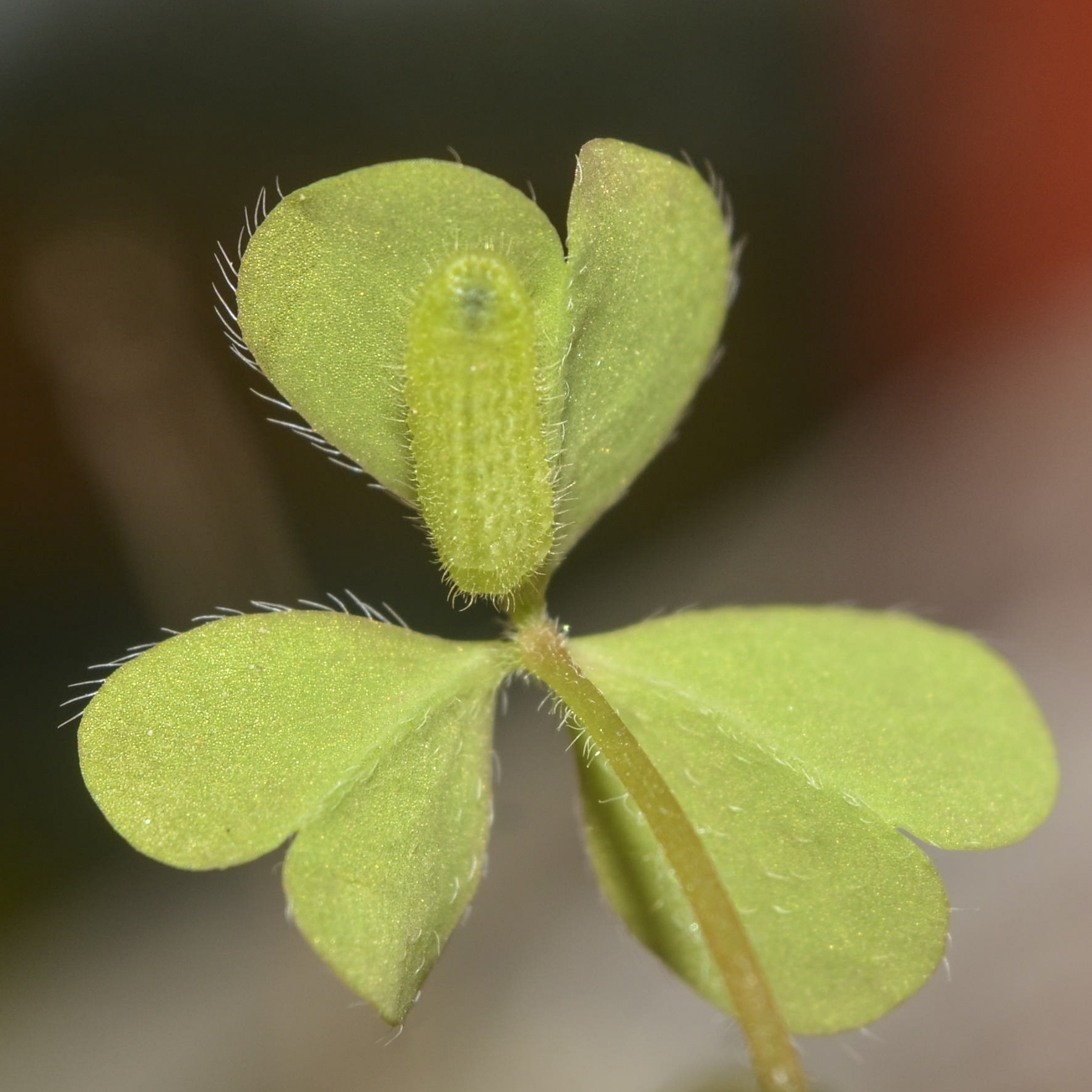
Chenille (3e stade).
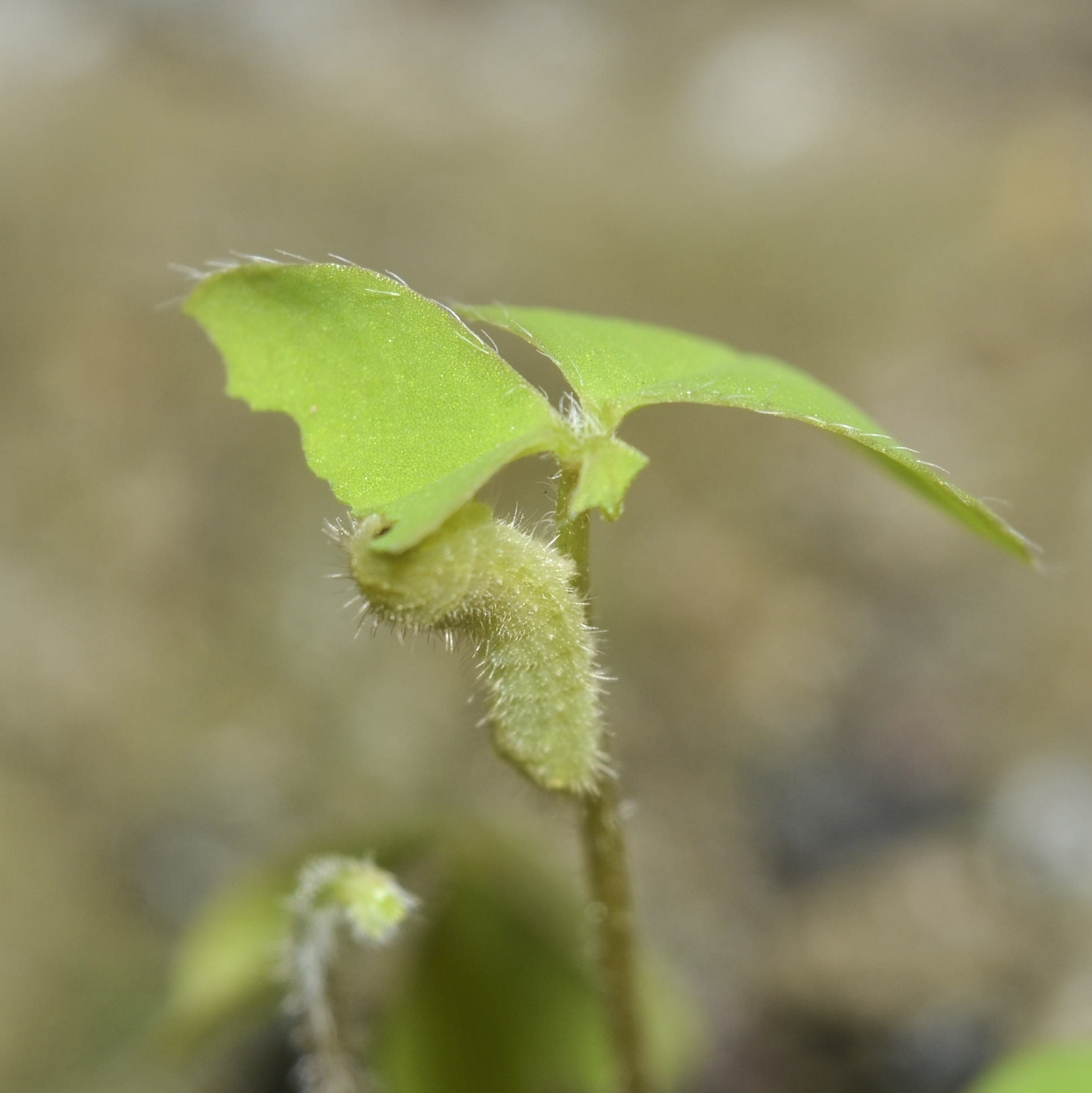
Chenille (4e stade).
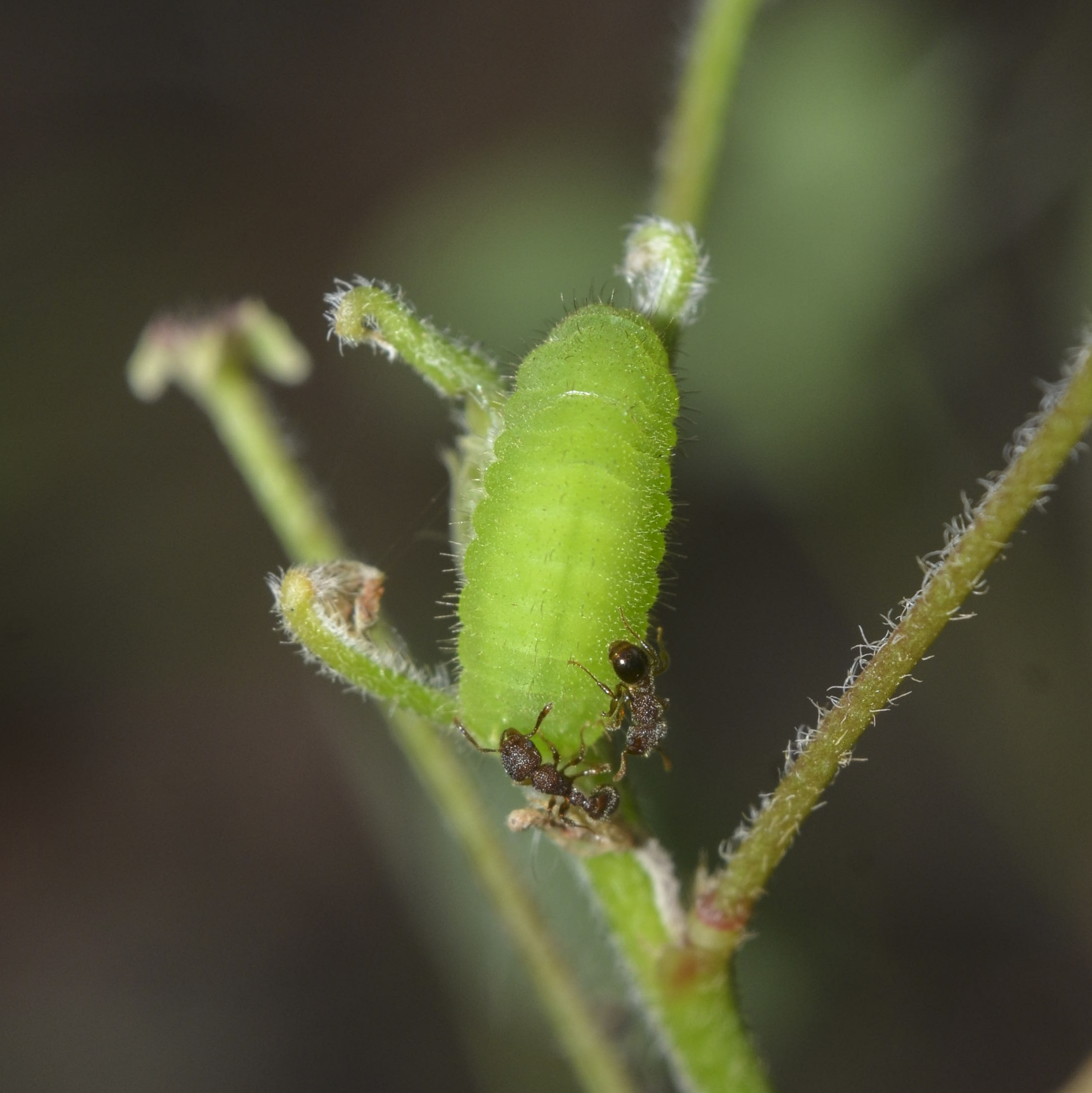
Chenille (5e stade).
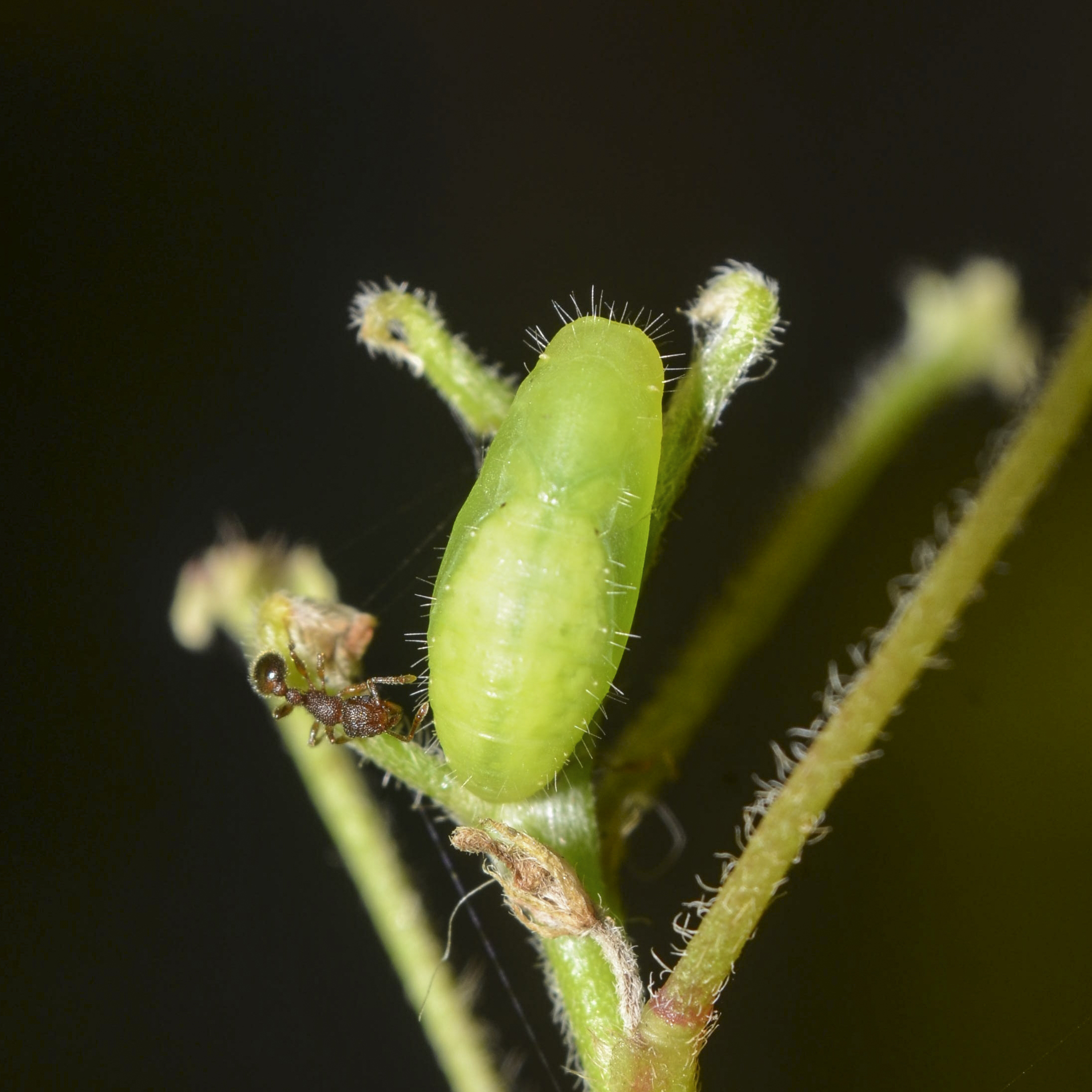
Chrysalide.
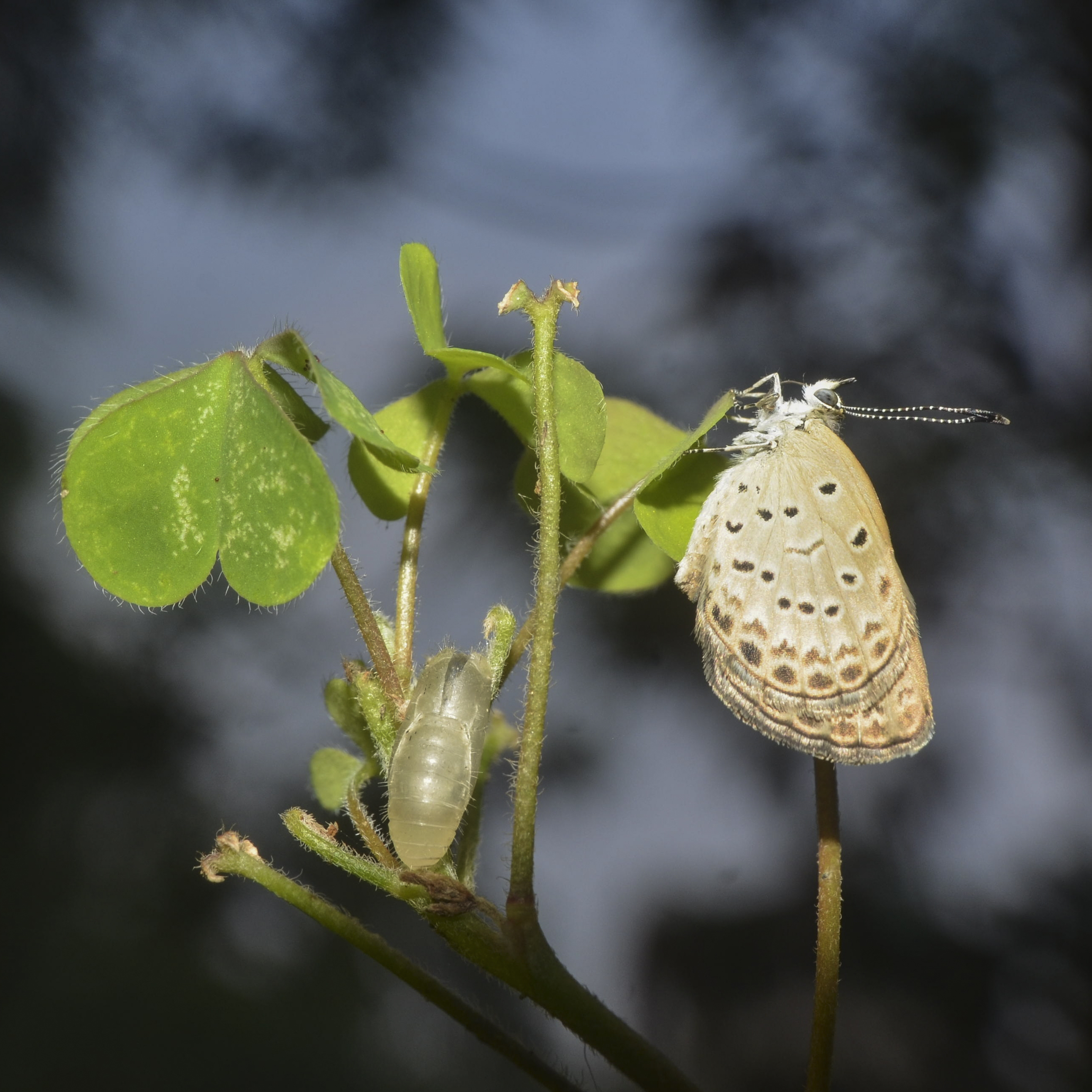
Émergence.